# Дом Волина
Дом Волина — трёхэтажное здание в Минске с элементами эклектики и необарокко, построенное в 1900 году как доходный дом, расположенное по улице Володарского, 12.

## История

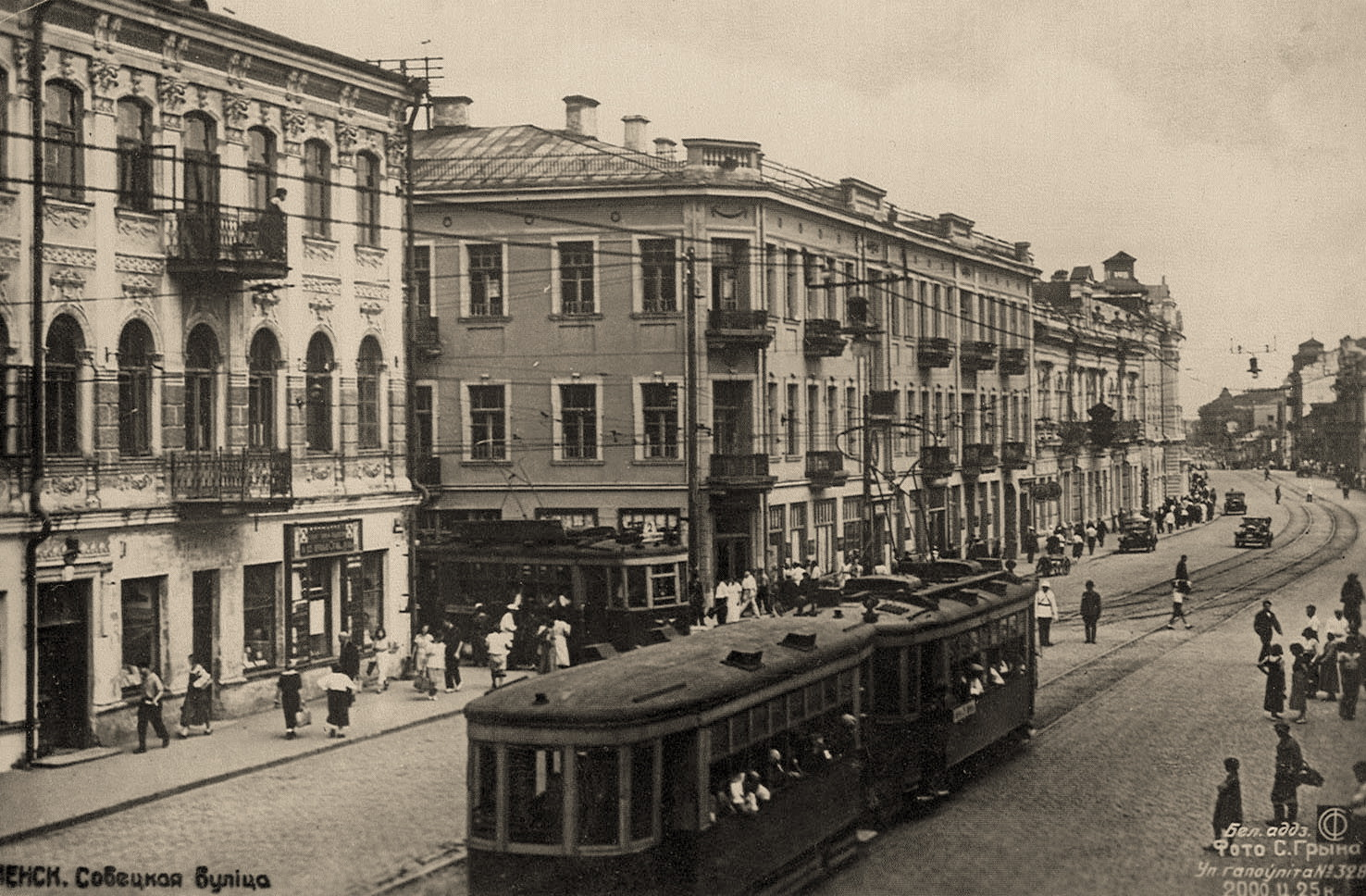
Перекресток ул. Советской и Володарского в 1930-е годы, дом № 12 слева

Дом построен в 1900 году. Его собственником являлся Волин Самуил Лазаревич, его жена Волина Блума-Фейга, их дочь и пять сыновей. Старый адрес — ул. Захарьевская № 41/12 на углу с Серпуховской (ныне Володарского), в 1910—1912 — дом № 43.
Часть комнат сдавалась под жильё. В 1901—1903 годах в доме располагалась «1-я гарадская раскладкавая па прамысловым падатку прысутнасць». С 1907 — пивная Жидовича. С 1908 — лавка Назаровой, прачечная Юзефович. С 1909 — мастерская сапожника Павловского. С 1910 — булочная и пекарня Хмелявец. В 1915 — управление комитета Западного фронта Всероссийского земского союза. В 1912—1915 — приемный кабинет врача по внутренним и детским болезням Полонского Лейбы (Льва) Мордуховича (Марковича). В 1916—1917 здесь находятся кабинет особоуполномоченного командования Западного фронта Всероссийского земского союза, контрольный отдел комитета Всероссийского земского союза, статистический отдел Всероссийского земского союза помощи больным и раненым военным, кабинет заведующего отдела отрядов командования Западного фронта Всероссийского земского союза, учётно-хозяйственный отдел Всероссийского земского союза. В 1918 здесь располагается бакалейная лавка Дубограева Акима Степановича, часовая лавка Ламперта В. К., магазин Мендаля Иосифа Абрамовича, В 1918—1921 — мастерская по ремонту обуви Цивеса Л. Г.
С 25 февраля 1918 года здесь работало Белорусское народное представительство во главе с Романом Скирмунтом.
В 1920 году здесь располагается городское и уездное бюро Наркомата юстиции. В 1921 году имущество национализировано. В 1922 году здесь вмещаются 4 лавки. В 1925—1926 мастерская по ремонту обуви Вишнёва Герца Моисеевича, ? мастерская Егеря Андрея Яковлевича, швейная мастерская Райнеса, часовая мастерская Рубинштейна С., детский сад, книжный магазин, парикмахерская артели «Художник».
В 1925—1926 собственник — отдел коммунального хозяйства Минского окружного исполнительного комитета (арендатор с 1 января 1925 — жилищно-арендное кооперативное товарищество № 10).
В 1928—1940 здание занимают Белорусское отделение Государственных издательств РСФСР, отдел подписных и периодических изданий белорусского отделения Государственных издательств РСФСР, Военное издательство белорусского отделения Государственных издательств РСФСР, военно-книжный магазин белорусского отделения Государственных издательств РСФСР. В 1934—1935 годах здесь располагается магазин «Военная книга», пчеловодческий магазин Наркомата земледелия БССР. В 1935—1936 контора и группком «Минпищеторга». В 1940 — парикмахерская «Белкооппромсвета».
В наше время на первый этаже расположены торговые помещения, на втором и третьем — Центральное правление общества глухих.

## Архитектура
Дом представляет собой Г-образное здание со срезанной угловой частью. Главный фасад дома был ориентирован на бывшую ул. Захарьевскую (современный пр-т Независимости). Фасады отделаны каннелированными пилястрами со сложными капителями на высоте второго и третьего этажей. Более высокий первый этаж, второй и третий отделены тонкопрофилированными карнизами. Простенки между арочными на втором этаже и лучковыми на третьем этаже окнами декорированы лепным растительным орнаментом. Начальная планировка и фасад первого этажа изменены.